# Ramphotyphlops angusticeps
Ramphotyphlops angusticeps este o specie de șerpi din genul Ramphotyphlops, familia Typhlopidae, descrisă de Peters 1877. Conform Catalogue of Life specia Ramphotyphlops angusticeps nu are subspecii cunoscute.